# Elminie bleue
Elminia longicauda
Espèce
Statut de conservation UICN

 LC  : Préoccupation mineure
L'Elminie bleue ou Tchitrec bleu (Elminia longicauda) est une espèce d'oiseaux de la famille des Stenostiridae. L'espèce est endémique de l'Afrique.